# Лисанський Зіновій Павлович
Зіно́вій Па́влович Лиса́нський (1889 , Циглерівка, Циглерівська волость, Костянтиноградський повіт, Полтавська губернія, Російська імперія  — невідомо ) — український радянський діяч. Депутат Верховної Ради УРСР 1-го скликання (1938–1947).

## Біографія
Народився 1889 року в селянській родині в селі Циглерівка, тепер Соснівка, Берестинський район, Харківська область, Україна. У 1907–1914 роках, після закінчення двокласного Костянтиноградського училища, працював на Циглерівському цукровому заводі помічником механіка.
1914 року був мобілізований до царської армії, служив у 24-му запасному батальйоні в Полтаві. З 1916 року — спеціаліст у Київському повітроплавальному парку.
1917 року, після демобілізації, повернувся до Циглерівки, де працював на цукровому заводі на попередній посаді. З лютого 1923 року працював на Ланнівському цукровому заводі на посадах монтера парових машин, змінного помічника технічного директора, інженера-механіка заводу.
Член ВКП(б) з 1925 року.
26 червня 1938 року обраний депутатом Верховної Ради УРСР 1-го скликання по Карлівській виборчій окрузі № 188 Полтавської області.
З 1938 року — заступник директора Полтавського цукрового тресту, з 1940 року — директор Артемівського цукрового комбінату.
У 1941 — грудні 1943 року — в евакуації в місті Сарапулі Удмуртської АРСР, директор бурякової бази. 
Після повернення з евакуації в 1944–1945 роках працював на попередній посаді.

## Родина
Одружений, мав сина та двох дочок. Батько, старша дочка та зять, які під час окупації залишалися в Циглерівці, розстріляні німцями.